# ARASHI AROUND ASIA 2008 in Tokyo
Arashi Around Asia 2008 in Tokyo是日本男子組合嵐於2009年3月25日推出的DVD，由J Storm唱片公司發行。"Arashi Around Asia 2008 in Tokyo"收錄了嵐在國立霞丘陸上競技場的第二場演唱會(2008年9月6日)。

## 巡迴演唱會

### 巡迴演唱會資料
嵐於2008年7月15日在東京巨蛋演出時宣佈，他們將在年尾舉行第二次亞洲巡迴演唱會，名為"Arashi Around Asia 2008"。巡迴演唱由東京國立競技場開始。嵐是自SMAP和Dreams Come True以來，在這裡舉行演唱會的第3個音樂單位。除東京外，嵐還走訪了首爾、台北和上海，他們更是首個在上海表演的尊尼事務所旗下單位。

### 演唱會日期
- 9月5日: 日本,東京
- 9月6日: 日本,東京
- 10月11日: 台灣,台北[4]
- 10月12日: 台灣,台北[4]
- 11月1日: 南韓,首爾[4]
- 11月2日: 南韓,首爾[4]
- 11月15日: 中國,上海[2]

## 收錄曲
特別後台實錄
1. Arashi's Fight in Kokuritsu

收錄曲
1. Overture
2. Love So Sweet
3. Oh Yeah!
4. 安啦沒問題
5. La Tormenta 2004
6. Happiness
7. 赤腳的未來
8. 藍天腳踏板
9. Hello Goodbye(相葉雅紀獨唱)
10. 美好的世界
11. 不知所措
12. Still...
13. Lucky Man
14. Take Me Faraway(大野智獨唱)
15. 虹(二宮和也獨唱)
16. 微笑
17. WAVE
18. CARNIVAL NIGHT Part 2
19. MC
20. 前往風的彼方
21. Re(mark)able
22. Truth
23. Step and Go
24. A Day in Our Life
25. Tell Me What You Wanna Be?(松本潤獨唱)
26. 一億顆星星(イチオクノホシ)
27. 天狼星
28. Hip Pop Boogie(櫻井翔獨唱)
29. A．RA．SHI
30. PIKA★★NCHI Double
31. 向著明天吶喊
32. One Love

加演一
1. 感謝感激暴風雨
2. Fight Song
3. 風
4. 比言語更重要的東西

加演二
1. 櫻花盛開
2. Wish
3. 五里霧中

## 榜單表現
此DVD在首週售出了230,000張，奪得2009年最高首週銷量紀錄，然而，此紀錄被他們在2009年10月28日推出的"5×10 1999-2009 音樂錄影帶完全精選!"打破。 "Arashi Around Asia 2008 in Tokyo"截至目前為止是音樂DVD最高首週銷量史的第4名, 排在它前面的分別是他們的"5×10 1999-2009 音樂錄影帶完全精選!"(售出428,000張)、KAT-TUN的"Real Face Film"(售出374,000張)和SMAP的"Live MIJ"(售出281,000張)。它更是首張能在日本音樂DVD榜佔據榜首長達半年之久的DVD。
2009年年尾，Oricon宣佈這張DVD成為該年度日本暢銷DVD的第二位，緊隨嵐自己另一張DVD"5×10 1999-2009 音樂錄影帶完全精選!"。

## 發行歷程
| 地區 | 日期          | 形式               | 發行公司         |
| ---- | ------------- | ------------------ | ---------------- |
| 日本 | 2009年3月25日 | DVD(JABA-5046)     | J Storm          |
| 南韓 | 2009年4月8日  | DVD (SMDVD031)     | SM Entertainment |
| 台灣 | 2009年4月24日 | DVD (JAJDV57018/9) | Avex Taiwan      |
| 香港 | 2009年4月29日 | DVD                | Avex Asia        |

## 獎項

### 日本金唱片大賞
| 年份 | 獲提名                           | 獎項           | 結果 |
| ---- | -------------------------------- | -------------- | ---- |
| 2010 | Arashi Around Asia 2008 in Tokyo | 最佳音樂錄影帶 | 獲獎 |